# Roy (Washington)
Roy é uma cidade localizada no estado norte-americano de Washington, no Condado de Pierce.

## Demografia
Segundo o censo norte-americano de 2000, a sua população era de 260 habitantes.
Em 2006, foi estimada uma população de 682, um aumento de 422 (162.3%).

## Geografia
De acordo com o United States Census Bureau tem uma área de
0,7 km², dos quais 0,7 km² cobertos por terra e 0,0 km² cobertos por água.

## Localidades na vizinhança
O diagrama seguinte representa as localidades num raio de 16 km ao redor de Roy.